# Лугины (Могилёвская область)
Луги́ны (бел. Лугіны) — деревня в составе Савского сельсовета Горецкого района Могилёвской области Республики Беларусь.

## Население
- 1999 год — 31 человек
- 2010 год — 15 человек